# Société d'émulation
Société d'émulation est le nom donné dès le XVIIIe siècle à des sociétés savantes réunissant des hommes cultivés désireux de s'adonner ensemble à des études et des recherches dans les domaines des arts, des sciences, des lettres et de l'histoire. Le résultat de leurs réflexions et de leurs travaux sont publiés dans un bulletin, une revue ou des actes.
Ces sociétés étaient également des lieux de sociabilité et de créativité des élites culturelles en province.

## Caractéristiques
Composées principalement d'amateurs et de notables locaux, ces sociétés préféraient au titre plus docte et plus officiel d'Académie celui de "Société d'émulation" moins ambitieux et indiquant leur attachement à des recherches plus restreintes et limitées souvent aux frontières de leurs régions.
Malgré leurs ambitions moins universelles, les publications et les travaux des Sociétés d'émulation restent une mine de documentation et d'apports très riches sur des sujets souvent négligés par les Académies plus savantes.
Le XIXe siècle fut l'âge d'or des Sociétés d'émulation et certaines d'entre elles, avec leur sociabilité et leurs coutumes, ont réussi à survivre jusqu'à nos jours.
Souvent, les sociétés d'émulations et autres sociétés savantes qui se sont perpétuées jusqu'à nos jours, composées jadis d'amateurs éclairés, se sont institutionnalisées et professionnalisées en créant des liens avec les universités et les centres de recherches, mais ont perdu au change leur recrutement originel et souvent leur convivialité, renvoyant les simples amateurs à d'autres préoccupations.

## Liste chronologique de création de sociétés d'émulation
- 1652 : Société littéraire de Caen
- 1755 : Société d'émulation de l'Ain, fermée 1757, refondée 1783, interdite 1793, rétablie 1801.
- 1775 : Cabinet littéraire de Verviers
- 1779 : Société libre d'émulation (Liège)
- 1784 : Société d'émulation (Maastricht)
- 1792 : Société libre d'émulation du commerce et de l'industrie de la Seine-Inférieure, devenue Société libre d'émulation de la Seine-Maritime
- 1797 : Société d'émulation d'Abbeville
- 1800 : Société de littérature de Bruxelles
- 1804 : Société d'émulation de Cambrai
- 1817 : Société d'émulation du Jura
- 1818 : Société linnéenne d'émulation de Bordeaux
- 1819 : Cabinet Vieusseux
- 1824 : Société des antiquaires de Normandie
- 1825 : Société d'émulation du département des Vosges
- 1832 : Société des antiquaires de la Morinie
- 1834 : Société des antiquaires de l'Ouest
- 1836 : Société d'émulation de Lisieux
- 1836 : Société des antiquaires de Picardie
- 1836 : Société éduenne des lettres, sciences et arts
- 1836 : Société des lettres, sciences et arts de l'Aveyron
- 1838 : Société d'émulation de Bruges
- 1840 : Société d'émulation du Doubs
- 1845 : Société d'émulation du Bourbonnais
- 1847 : Société jurassienne d'émulation
- 1851 : Société d'émulation de Montbéliard
- 1853 : Société d'émulation de l'arrondissement de Montargis
- 1854 : Société d'émulation de la Vendée
- 1856 : Société des beaux-arts de Caen
- 1861 : Société d'émulation des Côtes-du-Nord puis Société d'émulation des Côtes-d'Armor
- 1891 : Société d'agriculture, sciences, arts et belles lettres de Bayeux